# 23833 Mowers
23833 Mowers è un asteroide della fascia principale. Scoperto nel 1998, presenta un'orbita caratterizzata da un semiasse maggiore pari a 2,3136642 UA e da un'eccentricità di 0,1953293, inclinata di 6,11266° rispetto all'eclittica.